# Agalliota parma
Agalliota parma är en insektsart som beskrevs av Paul W. Oman 1938. Agalliota parma ingår i släktet Agalliota och familjen dvärgstritar. Inga underarter finns listade i Catalogue of Life.